# Koninklijk bezoek aan Groningen (mei 2005)
Het koninklijk bezoek aan Groningen van koningin Beatrix vond plaats op 12 mei 2005. Het was het eerste provinciebezoek dat de koningin aflegde in het kader van haar zilveren jubileum.
Koningin Beatrix bracht die dag een bezoek aan het Blauwestad-project en aan Delfzijl. De koningin arriveerde 's middags in Winschoten, waar zij welkom werd geheten door de commissaris van de Koningin, Hans Alders. Vervolgens onderhield zij zich met het College van Gedeputeerde Staten over verschillende ontwikkelingen in de provincie Groningen. Ook werd zij ingelicht over de voortgang van het project Blauwe Stad, een nieuw woon- en recreatiegebied in het Oldambt. Vervolgens verrichtte zij de eerste handeling voor het laten vollopen van het meer, waaraan de Blauwe Stad zal worden gebouwd.
In Delfzijl liet de koningin uitleg over de wijkvernieuwing in die stad. Ook bezocht de koningin een aantal projecten die tot doel hebben om Delfzijl te revitaliseren. Koningin Beatrix maakte daarna een rijtour in een door Groninger paarden getrokken Landauer. Tijdens de rondrit kreeg zij een demonstratie scheepsbouw en was zij getuige van een estafetteloop van de basisschoolleerlingen.
Het bezoek was om 17.15 uur ten einde.